# انجمن فیزیک آمریکا
انجمن فیزیک آمریکا (به انگلیسی: American Physical Society) معروف به ای پی اس، تأسیس ۱۸۹۹، یک سازمان نیمه دولتی و از بزرگ‌ترین سازمان‌های حرفه‌ای فیزیک در جهان است. این انجمن در سال ۲۰۰۹ بیش از ۴۸۰۰۰ عضو داشت، و مرکز آن در مریلند است. مجله مشهور فیزیکال ریویو لترز از مهمترین انتشارات دوره‌ای این مؤسسه می‌باشد. همچنین این مؤسسه همه ساله تعداد زیادی همایش‌های علمی در زمینه‌های مختلف فیزیک برگزار می‌کند که از مهمترین آن‌ها می‌توان به همایش ماه مارس و نیز کنفرانس فیزیک شاره‌ها اشاره نمود.
این سازمان عضو مؤسسه فیزیک آمریکا است.